# Zello
Zello é um aplicativo móvel walkie-talkie gratuito desenvolvido em Austin, Texas. Ele usa push-to-talk (PTT) para sua operação e está disponível para Android, iOS, Blackberry, Windows Phone, PC com Windows.

## História
Alexei Gavrilov, programador de computador do Instituto de Física e Tecnologia de Moscou, originalmente desenvolveu o produto chamado Loudtalks. Este aplicativo foi apresentado na TechCrunch 40 Mobile and Communications Conference. Em 17 de setembro de 2007. Zello mais tarde adquiriu a tecnologia Loudtalks, renomeando-a. A equipe de desenvolvimento mudou-se para Austin, adicionando a APS e publicada em 20 de junho de 2012. Bill Moore é o CEO e Gavrilov é o CTO. Moore fundou e é CEO da TuneIn onde Gavrilov e sua equipe criaram aplicativos para a empresa. O site TuneIn e os aplicativos móveis oferecem aos usuários a capacidade de ouvir streaming de áudio de milhares de redes e estações de rádio nos Estados Unidos e em todo o mundo.

## Produto
O Zello atua como uma alternativa aos rádios bidirecionais tradicionais, oferecendo recursos adicionais como histórico, repetição da última mensagem, notificações e compatibilidade com dispositivos Bluetooth. Funciona em redes GPRS / EDGE em 2G, 3G e 4G. O senador norte-americano Ted Cruz disse que o Zello "é um serviço de mensagens diretas que permite que os membros se comuniquem livremente, em particular com indivíduos ou em canais abertos que podem suportar centenas de milhares de usuários".  Permite que as pessoas usem telefones celulares e computadores em todo o mundo como walkie-talkies.
Os usuários do Zello podem criar canais e dar controle a outros usuários do Zello para se tornarem moderadores. O colunista de tecnologia do The New York Times, David Pogue, opina que o Zello canaliza: “Como a maioria dos melhores aplicativos, permite criar grupos para que você possa fazer algum tipo de chamada on-line entre um punhado ou centenas de 'amigos ou colaboradores'.
Quando um canal é criado, os canais podem aparecer na lista "Tendências" e os criadores podem atribuir moderadores adicionais para manter seus canais criados em segurança.  Enquanto disponível para Android, iOS, Windows Phone e Blackberry, o Zello também pode ser acessado de um computador com Windows com o Zello para Windows.

## Notícias
Zello fez manchetes com os Protestos na Turquia em 2013, quando manifestantes turcos usaram o aplicativo para contornar os censores do governo. Como resultado, o Zello foi o aplicativo mais baixado na Turquia durante a primeira semana de junho de 2013.
Em fevereiro de 2014, ele foi bloqueado pelo CANTV na Venezuela. Zello emitiu soluções e patches para superar os blocos para apoiar cerca de 600.000 venezuelanos que baixaram o aplicativo para se comunicarem em meio a protestos contra o governo de Nicolás Maduro. O Zello foi um dos aplicativos mais baixados na Ucrânia e na Venezuela."
No caso de Kiev, as manifestações são contra o governo de Viktor Yanukovych, que rejeitou um tratado com a União Européia para manter boas relações com a Rússia. Protestantes, pró-europeus, começaram suas demandas desde novembro passado (2014). As mídias sociais são as ferramentas dos manifestantes para superar a censura e postar informações em primeira mão sobre os protestos.